# Okrasa łamie przepisy
Okrasa łamie przepisy to program kulinarny emitowany w Telewizji Polskiej od 2012 roku. Gospodarzem programu jest kucharz (szef kuchni) i prezenter Karol Okrasa, który przygotowuje dania inspirowane regionalnymi potrawami z różnych części kraju. Maksyma, która przyświeca programowi to: „Cudze chwalicie, swego nie znacie”. Reżyserem serii jest Tomasz Rostworowski.

## O programie
W programie gospodarz odkrywa tajemnice regionalnej kuchni polskiej, która nie ogranicza się wyłącznie do pierogów i kotleta schabowego. Odcinki realizowane są m.in.: w rezerwatach przyrody, gospodarstwach agroturystycznych, w obiektach zabytkowych i regionalnych ośrodkach kultury. Często do współpracy zapraszani są lokalni kucharze, przewodnicy, miłośnicy regionalnych tradycji.
Pojedynczy epizod trwa 25 minut. W 2023 roku premierowe odcinki programu „Okrasa łamie przepisy” emitowane są w soboty o godzinie 14:25 w TVP1. Z nieznacznym opóźnieniem można je także śledzić na antenie TVP HD i w  serwisie streamingowym TVP VOD. Archiwalne odcinki emitowane są także m.in. w TVP Rozrywka i TVP Kobieta.